# Turbo Basic
 Turbo Basic  és un compilador del llenguatge de programació BASIC realitzat el1989. Es caracteritza per tenir funcions gràfiques. Va ser un dels últims BASIC abans de l'aparició de Visual Basic. És compatible amb QuickBasic, fins al punt que un manual de Turbo Basic pot ser utilitzat perfectament per programar en QuickBasic.

## Exemple de codi
```
INPUT "What is your name:", A $
PRINT "Hello"; A $
DO
S $ = ""
INPUT "How many stars do you want to print"; S
FOR I = 1 TO S
S $ = S $+"*"
NEXT I
PRINT S $
DO
INPUT "Do you want to print more stars"; Q $
LOOP WHILE LEN (Q $) = 0
Q $ = LEFT $ (Q $, 1)
LOOP while (Q $ = "I") OR (Q $ = "i")
PRINT "Goodbye"; A $
```

Hi ha un Turbo-BASIC XL per als microcomputadors Atari de 8 bits, però no té relació amb el Turbo BASIC de Borland que tracta aquest article. 